# Homer – spása Springfieldu
Homer – spása Springfieldu (v anglickém originále Last Exit to Springfield) je 17. díl 4. řady (celkem 76.) amerického animovaného seriálu Simpsonovi. Scénář napsali Jay Kogen a Wallace Wolodarsky a díl režíroval Mark Kirkland. V USA měl premiéru dne 11. března 1993 na stanici Fox Broadcasting Company a v Česku byl poprvé vysílán 2. prosince 1994 na stanici ČT1.

## Děj
Pan Burns sedí ve své kanceláři a čeká na příchod Chuckieho Fitzhugha, vedoucího springfieldské pobočky Mezinárodního bratrstva jazzových tanečníků, cukrářů a jaderných techniků, jenž záhadně zmizel poté, co slíbil, že odbory „vyčistí“. Zatímco si prohlíží Fitzhughův návrh smlouvy, Burns je jejími požadavky znechucen a vzpomíná na jednodušší časy, kdy nespokojení dělníci byli na příkaz jeho dědečka jednoduše zazděni do koksových pecí. Poté se rozhodne odbory napadnout tím, že jim svévolně zruší jejich zubní péči. 
Mezitím si v zubní ordinaci nechávají děti Simpsonových zkontrolovat zuby. Zjistí se, že Líza potřebuje rovnátka. Když to Marge oznámí Homerovi, ten jí řekne, že náklady pokryje zubařský plán, který odbory získaly během stávky. Později však na schůzi odborů Carl oznámí, že podle nejnovější smlouvy se musí vzdát zubařského plánu výměnou za sud piva zdarma. Homer pomalu pochopí, že vzdát se jejich zubní péče by znamenalo, že by musel zaplatit Lízina rovnátka, a vrhne se do akce a všem připomene, jak jim všem jejich zubní péče pomohla. 
Carl navrhne, aby se Homer stal novým předsedou odborů, a je okamžitě téměř jednomyslně zvolen. Burns sleduje Homera na skryté kameře a je zastrašen jeho energií. Pozve Homera do své kanceláře s úmyslem ho uplatit, ale Homer si šibalské narážky pana Burnse špatně vyloží jako sexuální návrhy. Homer prohlásí, že nemá zájem o „zákulisní machinace“, a okamžitě odchází; Burns si z toho mylně vyvodí, že Homer je čestný a neúplatný. Mezitím – jakmile se dozví, že rodina nemá pojištění, které by zaplatilo neviditelná rovnátka – Líze její zubař nasadí ta nejlevnější a nejošklivější rovnátka, což způsobí pokles jejího sebevědomí. 
Burns pošle do domu Simpsonových najaté zločince, aby Homera odvedli do jeho domu k vyjednávání. Zatímco Burns připravuje program jednání, Homera přepadne naléhavá potřeba použít toaletu. Zeptá se Burnse, kde je WC, a odejde, ale jeho opožděné pokusy jej najít vedou Burnse k závěru, že Homer je tvrdý vyjednavač, který ho není ochoten vyslechnout. Na pozdější schůzi odborů se Homer pokusí rezignovat kvůli únavě ze setkávání s Burnsem. Odbory si jeho frustraci špatně vyloží a členové se téměř jednomyslně rozhodnou stávkovat. Burns se stávkou nenechá odradit a pokusí se ji několika způsoby rozbít, ale neuspěje. Ve vydání talk show Kenta Brockmana Burns vyhrožuje hrozivými událostmi, pokud stávka nebude ukončena. 
Burns a Smithers napochodují do tajné místnosti v elektrárně a vypnou proud pro celé město. Stávkující neztrácejí naději a začnou zpívat. Burns, přesvědčený, že zlomil ducha odborů, vyjde na balkon, aby si vyslechl jejich reakci, ale je odzbrojen jejich jednotou a optimismem. Burns nakonec svolá schůzku s Homerem, na které ustoupí z jejich požadavků pod jednou podmínkou: Homer odstoupí z funkce předsedy odborů. Homer bláznivě oslavuje, což vede Burnse k tomu, že si konečně uvědomí, že Homer není „geniální taktik“, jak si myslel. Simpsonovi jsou opět pojištěni, Líza dostane svá dokonalá nová rovnátka a ona, rodina Simpsonových a zubař se sejdou a smějí se, protože stomatolog zapomněl vypnout přívod rajského plynu.

## Produkce
S nápadem na tuto epizodu přišel Mike Reiss, kterého napadlo, že by bylo vtipné, kdyby továrna stávkovala. Scenáristé dílu Jay Kogen a Wallace Wolodarsky později přidali do zápletky aspekt zubařské péče. Během natáčení této epizody byl do přepisovací místnosti vpuštěn kameramanský tým ABC, čehož Al Jean podle svých slov lituje, protože pracovali na režii a působili nepříliš vtipně.
Producenti původně požádali Anthonyho Hopkinse a Clinta Eastwooda, aby propůjčili hlas zubaři Dr. Wolfovi, ale oba roli odmítli. Nakonec byl do role obsazen Anthony Perkins, ale před začátkem natáčení zemřel. Roli nakonec získal stálý dabér Simpsonových Hank Azaria. Stejně tak měl být původním účinkujícím v pořadu Smartline O. J. Simpson, ale odmítl, což se scenáristům velmi ulevilo, když byl Simpson později souzen za vraždu.

## Kulturní odkazy
Název dílu je poctou románu Huberta Selbyho Jr. Last Exit to Brooklyn, jehož jedna z podzápletek se týká korupce a pádu odborového předáka během stávky. Tělo předsedy odborů Chuckieho Fitzhugha je pohřbeno pod fotbalovým hřištěm, což je poctou záhadě kolem místa pobytu Jimmyho Hoffy a jeho údajného pohřbu na stadionu Giants v New Jersey. Oblečení pana Burnse v retrospektivě do jeho dětství je založeno na Busteru Brownovi. Homerova představa o životě v organizovaném zločinu je založena na prvním vystoupení Dona Fanucciho ve filmu Kmotr II, který místo náhrdelníku a pomeranče přijímá koblihy. V tomto díle se objevuje i Homerova představa, že by se mohl věnovat organizovanému zločinu.
Líza má halucinace vyvolané oxidem dusným, které připomínají film The Beatles Yellow Submarine, jenž musel být podle Al Jeana z právních důvodů v dílu mírně pozměněn. To zahrnovalo změnu názvu krátké pasáže na „fialovou ponorku“; Paul McCartney ji nazývá „Lisa in the Sky“, zatímco George Harrison poznamenává „no diamonds though“. Jedná se o odkaz na píseň The Beatles „Lucy in the Sky with Diamonds“. Scéna, v níž Líza získá monstrózní rovnátka, maniakálně se směje a rozbije zrcadlo, vychází ze scény z filmu Tima Burtona Batman z roku 1989, kde Jack Napier objeví svou proměnu v Jokera.
Když je Homer doprovázen najatými zločinci do něčeho, co vypadá jako Burnsova zimní zahrada, sedí před obrazovkou pták s Burnsovou hlavou (pravděpodobně sup), který pak odletí. Jedná se o odkaz na kakadu ve filmu Občan Kane. V epizodě zazní ukázka „Classical Gas“, populární hudby Masona Williamse, kterou na Lennyho žádost zahrála Líza. Pasáž pana Burnse a Smitherse, již procházejí několika dveřmi, aby se dostali k hlavnímu vypínači, a hudba, která ji doprovází, jsou parodií na úvodní titulky seriálu Dostaňte agenta Smarta s výjimkou části s knihovnou a hasičskými tyčemi. Jde o odkaz na původní seriál Batman, současně s tím hudba odkazuje na Batmanovo téma od Dannyho Elfmana. Než pan Burns v reakci na stávku vypne ve městě elektřinu, řekne: „Z pekelného srdce do tebe bodám.“, což je odkaz na kletbu kapitána Achaba z románu Bílá velryba. Odpor dělníků proti výpadku elektřiny a pana Burnse se projevuje i v tom, že se snaží, aby se dělníci dostali k elektřině. Burnsova reakce je parodií na film Grinch. Scéna, v níž se Homer točí po podlaze a vzrušeně vydává zvuky „Woo-woo-woo!“ v reakci na ústupek pana Burnse při stávce, je odkazem na výstupy Curlyho Howarda v seriálu Tři moulové.

## Přijetí
V původním vysílání skončil díl v týdnu od 8. do 14. března 1993 na 19. místě ve sledovanosti s ratingem 13,7, což odpovídá přibližně 12,8 milionu domácností. V tom týdnu se jednalo o nejsledovanější pořad na stanici Fox.
Epizoda je obecně hodnocena jako jedna z nejlepších všech dob a je na řadě seznamů deseti nejlepších. BBC uvedla, že je „často uváděna jako nejlepší epizoda seriálu vůbec“. Článek Entertainment Weekly z ledna 2003 ohlížející se za 25 nejlepšími díly seriálu vybral díl jako nejlepší epizodu seriálu a uvedl, že „tato epizoda je prakticky bezchybná, jde o produkt seriálu na vrcholu tvůrčích sil – kdy satira byla divoká a relevantní – a materiál syndikační legendy: Burns čelí geniálnímu králi práce Homeru Simpsonovi; Homer Simpson čelí vlastnímu mozku (Zubní péče! / Líza potřebuje rovnátka!); děda mluví o nošení cibule na opasku. Poslední výjezd je nádherná symfonie vysokého a nízkého, satirických střel na odbory.“ V roce 2020 Al Jean uznal Homera – spásu Springfieldu jako díl, jejž mnozí považují za oblíbený.
Chris Turner díl ve své knize Planet Simpson označuje Homera – spásu Springfieldu za nejlepší díl seriálu: „Epizoda Simpsonových 9F15 by se měla vyučovat ve školách, v hodinách dějepisu, ekonomie, společenských věd, literatury a umění. Je bezchybná.“. Označil ji také za „nejvtipnější půlhodinu v historii televize“ a poskytl úplný rozbor epizody, přičemž kritizoval pouze gagy s křídou a gaučem. Tvrdí, že díl vybral jako vůbec nejlepší ještě před zveřejněním seznamu časopisu Entertainment Weekly.
V roce 2003, u příležitosti 300. epizody seriálu, uveřejnil deník USA Today žebříček 10 nejlepších epizod vybraných správcem webu The Simpsons Archive, v němž se tato epizoda umístila na prvním místě. Na stránkách BBC se píše: „Tato skvělá epizoda obsahuje několik našich nejoblíbenějších pasáží. (…) Klasika a nejvýraznější výprava seriálu do surreálna – až do této chvíle.“. Server Today, který epizodu zařadil mezi své nejoblíbenější, uvedl: „Toto je díl, jejž musí být každý sebeúctyhodný simpsonovský maniak schopen odříkat doslovně.“.
Michael Moran z The Times zařadil díl na šesté místo v historii seriálu a Screen Rant jej označil za nejlepší epizodu 4. řady a druhou nejlepší epizodu Simpsonových (hned po Homerově nepříteli).
Režisér Mark Kirkland považuje epizodu za jednu z nejsurrealističtějších, na kterých pracoval, protože je do ní vtěsnáno mnoho příběhu, mnoho parodií a obsahuje několik vizuálních pasáží. Al Jean ji také označil za jeden z „nejšílenějších“ dílů. Homerova hláška „Ehm… Jo.“ poté, co se ho zeptají, jestli našel záchod, je jedním z nejoblíbenějších simpsonovských vtipů Jaye Kogena.

## Odkaz
Scéna, v níž pan Burns ukazuje svůj pokoj s tisícem opic pracujících na tisíci psacích strojích, což je odkaz na větu o nekonečném počtu opic, inspirovala skutečný experiment o této větě. Díl se stal studijním materiálem pro kurzy sociologie na Kalifornské univerzitě v Berkeley, kde se používá ke „zkoumání otázek produkce a recepce kulturních objektů, v tomto případě kresleného pořadu“, a ke zjištění, co se „snaží divákům sdělit o aspektech především americké společnosti a v menší míře i o jiných společnostech“.
V průběhu dílu je Líza viděna, jak hraje na kytaru a zpívá spolu s pracovníky elektrárny. Píseň s názvem „Union Strike Folk Song“, kterou původně napsal Jeff Martin, byla upravena a zpívána při skutečných protestech v Argentině v roce 2017, zejména během sporu mezi zaměstnanci skupiny Clarín a generálním ředitelem Héctorem Magnettem.